# Cloruro de praseodimio(III)
El cloruro de praseodimio(III) es un compuesto inorgánico de fórmula PrCl3 . Al igual que otros tricloruros de lantánidos, existe tanto en forma anhidra como hidratada. Es un sólido azul verdoso que absorbe rápidamente agua al exponerse al aire húmedo para formar un heptahidrato de color verde claro.

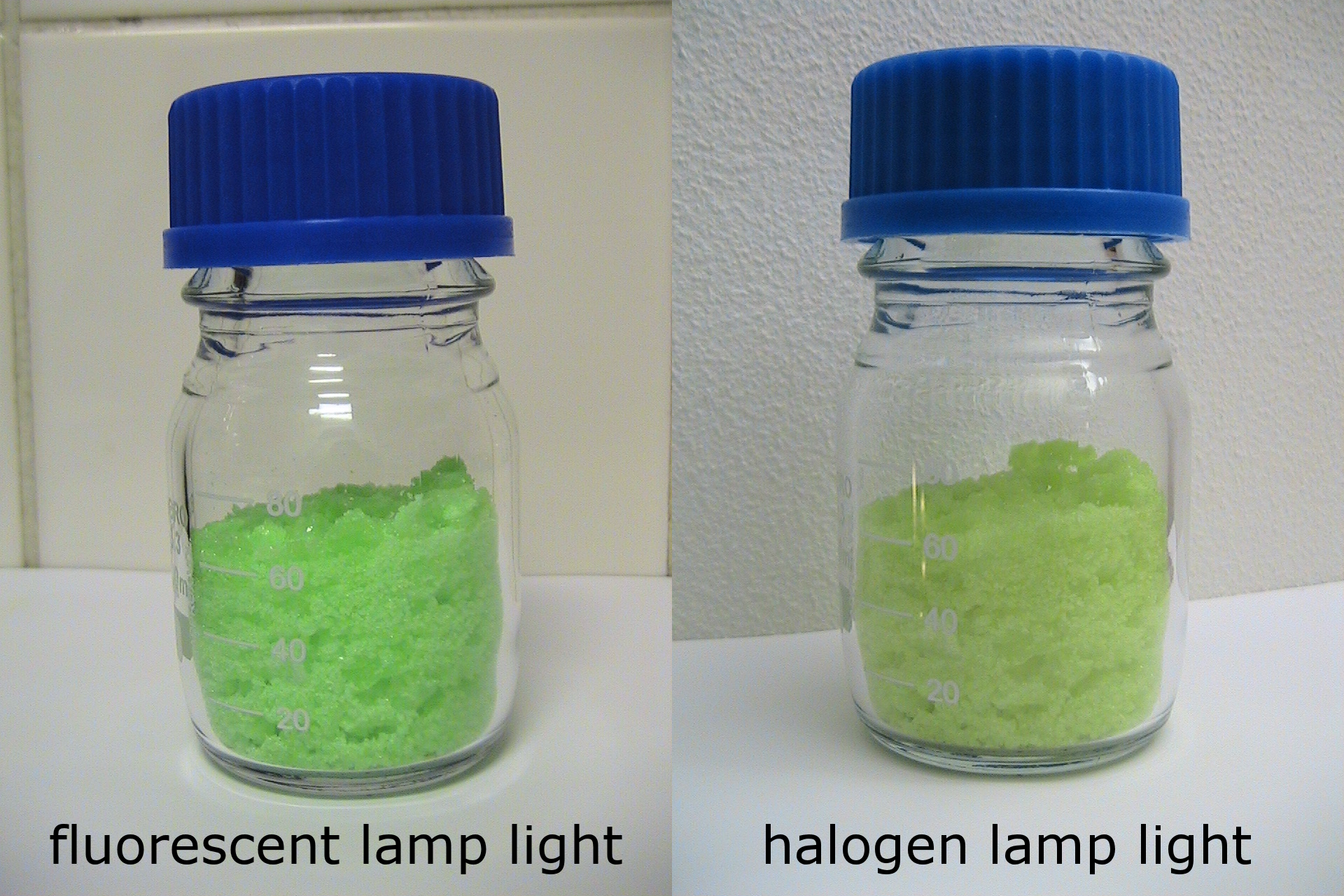
Comparación del color del cloruro de praseodimio heptahidrato bajo luz fluorescente y bajo luz halógena.

## Preparación
El cloruro de praseodimio (III) se prepara tratando el praseodimio metálico con cloruro de hidrógeno :  
{\displaystyle {\ce {2Pr + 6HCl -> 2PrCl3 + 3H2}}}
Generalmente se purifica mediante sublimación al vacío. 
Las sales hidratadas de cloruro de praseodimio(III) se pueden preparar mediante el tratamiento de praseodimio metálico o carbonato de praseodimio(III) con ácido clorhídrico :
{\displaystyle {\ce {Pr 2 (CO 3 ) 3 + 6 HCl + 15 H 2 O -> 2 [Pr(H 2 O) 9 ]Cl 3 + 3 CO 2}}}
El cloruro de praseodimio heptahidratado es una sustancia higroscópica que no cristaliza en las aguas madre a menos que se deje secar en un desecador. El tricloruro de praseodimio anhidro se puede preparar mediante deshidratación térmica del hidrato a 400 °C en presencia de cloruro de amonio, la llamada ruta del cloruro de amonio .    Alternativamente, el hidrato se puede deshidratar usando cloruro de tionilo .  

## Reacciones
El tricloruro de praseodimio es ácido de Lewis, clasificado como "duro" según el concepto HSAB . El calentamiento rápido del heptahidrato puede causar pequeñas cantidades de hidrólisis . 
El tricloruro de praseodimio forma un complejo ácido-base de Lewis estable mediante reacción con cloruro de potasio {\displaystyle {\ce {K2PrCl5}}}; este compuesto muestra interesantes propiedades ópticas y magnéticas . 
Se pueden utilizar soluciones acuosas de cloruro de praseodimio para preparar compuestos de praseodimio trivalente insolubles. Por ejemplo, el fosfato de praseodimio(III) y el fluoruro de praseodimio(III) se pueden preparar mediante reacción con fosfato de potasio y fluoruro de sodio, respectivamente:
{\displaystyle {\ce {PrCl 3 + K 3 PO 4 -> PrPO 4 + 3 KCl}}}
{\displaystyle {\ce {PrCl 3 + 3 NaF -> PrF 3 + 3 NaCl}}}
{\displaystyle {\ce {2PrCl 3 + 3 Na 2 CO 3 -> Pr 2 CO 3 + 6NaCl}}}
Cuando se calienta con cloruros de metales alcalinos, forma una serie de materiales ternarios (compuestos que contienen tres elementos diferentes) con las fórmulas {\displaystyle {\ce {MPr2Cl7}}}, {\displaystyle {\ce {M3PrCl6}}}, {\displaystyle {\ce {M2PrCl5}}} y {\displaystyle {\ce {M3Pr2Cl9}}} donde {\displaystyle {\ce {M = K, Rb, Cs}}}. 